# 市区 (香港)

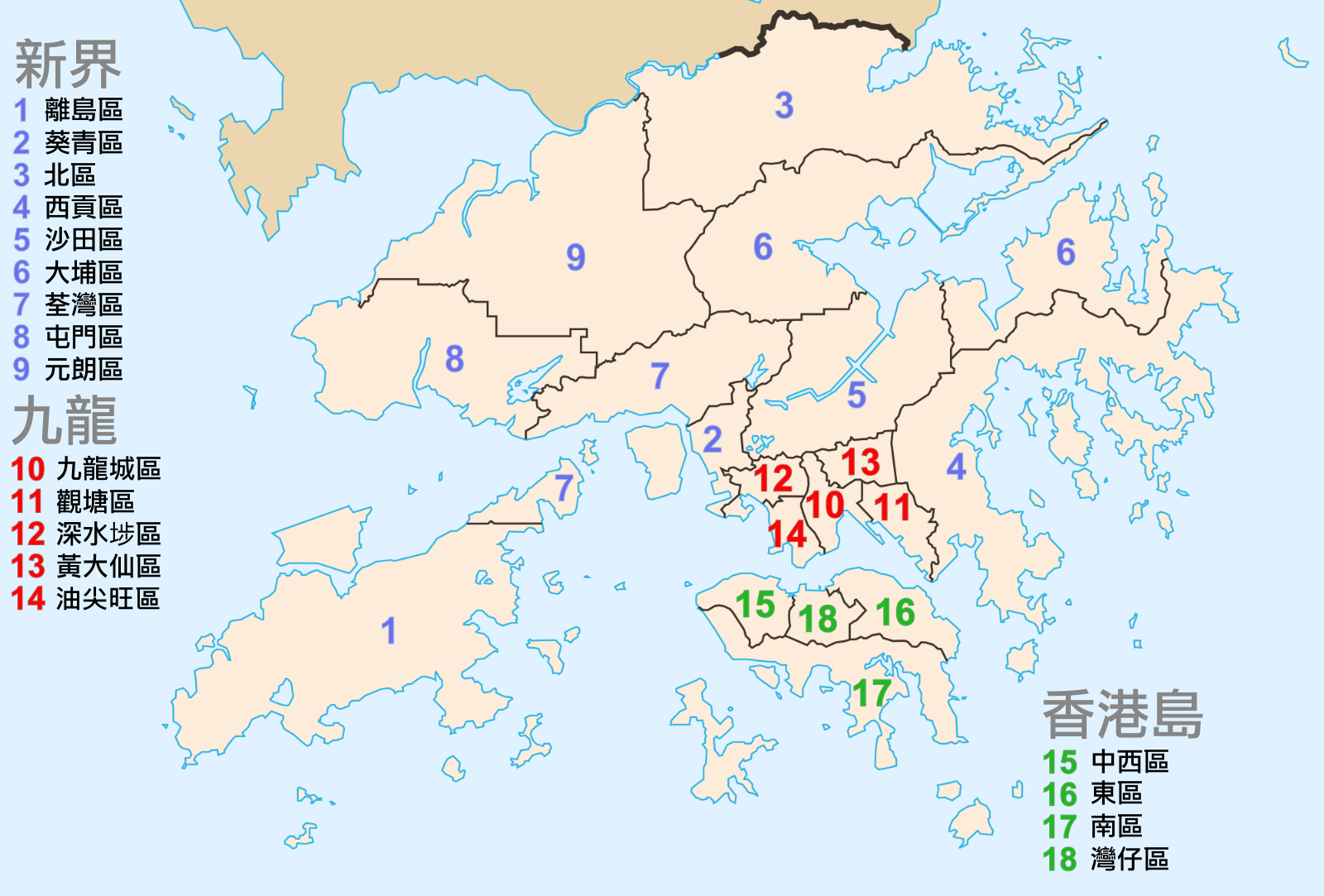
常用される定義（三）（後述）においては、図の赤色と緑色の数字で示された区域が「市区」に含まれる

香港の市区(Urban Area)とは、一般的に九龍および香港島北部の地域の総称である。中国大陸や台湾とは異なり、香港人は高度に発展した都心を「市区」と呼称し、郊外やニュータウンと区別することが定着している。

## 主な定義

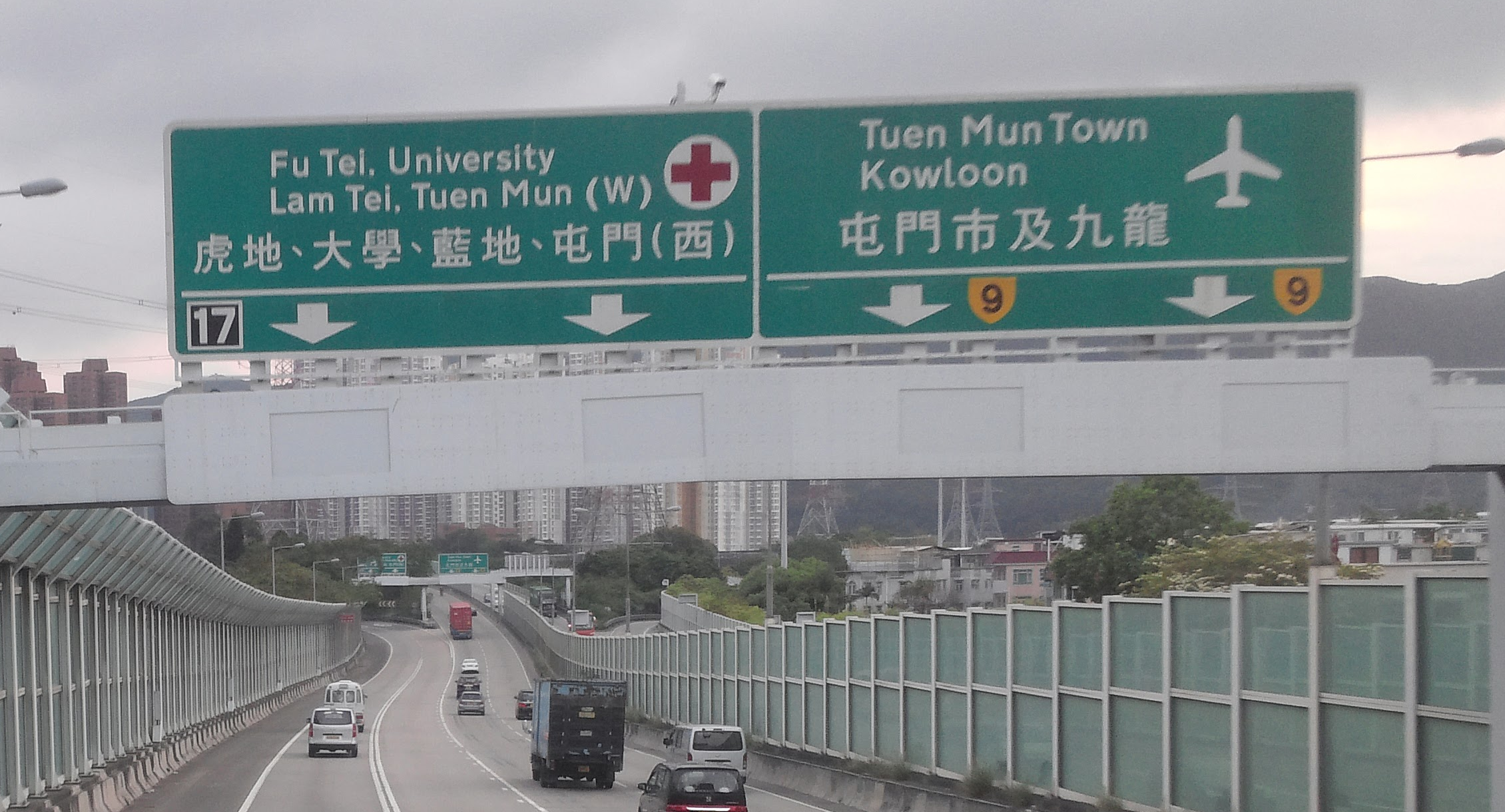
元朗公路の屯門方面、17番出口付近の標識。「屯門市」の正確な定義はないが、おおよそ屯門ニュータウンの中心部を指していると思われる

香港における「市区」の範囲は慣習的に、以下の様々な方法で定義されてきた：
- 常用定義（一）：香港島および九龍（新九龍は含まれない[注 1]）。1842年と1860年にイギリスに割譲された地域であり、後には1935年に潔浄局が改組・発展して成立した市政局の管轄地域である（ただし、その管轄地域には後に新九龍も含まれた）[1]。そのため、この範囲は「港九市区」とも呼ばれ、英領香港において最も早期に開発された地域でもあった（ヴィクトリア市もこの範囲に位置する）。この定義は、半世紀後の1898年に英国に租借された新界と対置されたものである。
- 常用定義（二）：ビクトリア・ハーバーを挟み両側に位置する香港島北部と九龍半島（高度に開発された新九龍を含む）。これは上記定義(一)からやや北に広がった範囲が含まれている。香港で最も賑やかで人口密度が高い地域であり、政治・経済・行政の中心地である。中環、尖沙咀などの最も重要なビジネス地区はこの地域にあり、香港の「都心」である。この地域内は高い山で隔てられていないため、社会的・経済的に特に密接に一体化しており、例えばテレビ放送は慈雲山の送信所ひとつでカバーできる[2]。同時に、大気汚染、狭小な生活環境、緑化地帯の不足といった社会問題にも悩まされている。香港島南区のレパルスベイ、赤柱、石澳といった場所は地理的には郊外に近いため「市区」とは言い難く、この定義からは除外される。
- 常用定義（三）：純粋に香港の行政区画に基づくもので、九龍全域（新九龍を含む）と香港島（南区を含む）、つまり定義（一）と（二）を合わせた地域であり、これは解散前の市政局の管轄地域でもある。

また、より緩やかな定義として、香港の中で、密集した近代的な建物のを主として、一定の商業活動が行われている地域（通常、香港島北岸、新九龍を含めた九龍およびニュータウンの中心部）を指すものがある。これは大雑把に「既成市街地（中文: 已建區、英語: Built-up Area）」と呼ばれる。というのも、香港域内（香港島と九龍を含む）の70％は郊外地域であり、40%は郊野公園で占められているからである。

## 定義ごとの指す範囲

発展局規劃署の定義による「都会区」（綠色の範囲）

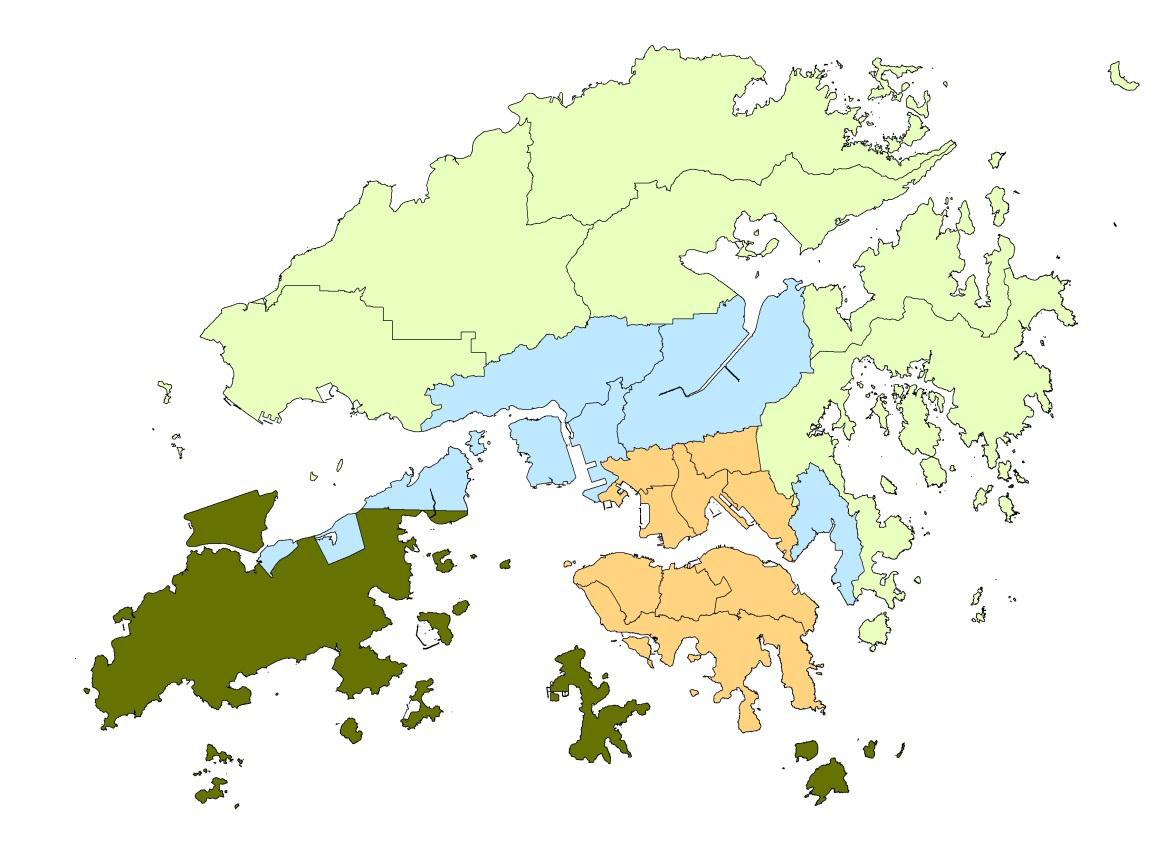
香港房屋委員会による「市区」（オレンジ）および「拡展市区」（水色）の範囲

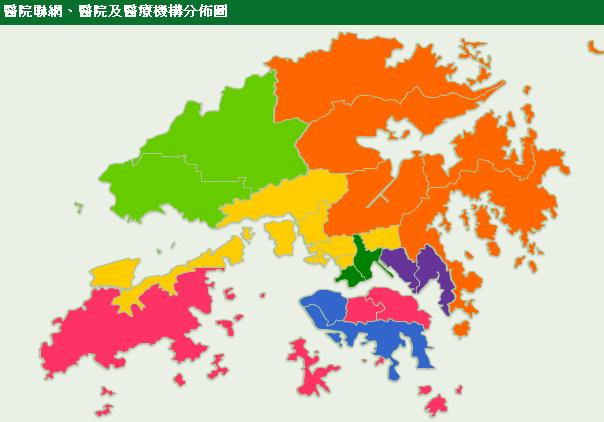
公立病院ネットワークの分布図
新界西醫院聯網
新界東醫院聯網
九龍西醫院聯網
九龍中醫院聯網
九龍東醫院聯網
港島西醫院聯網
港島東醫院聯網

### 發展局規劃署
- 発展局規劃署の定義では、香港全体を「都会区（Metropolitan Area）」と「新界区」に二分している。そのうち都会区は「港島」、「九龍」、「荃湾および西九龍」の3つの地域からなっており[4]、香港島（1842年の割譲時に領土の範囲とされた鴨脷洲や大小青洲といった近隣の島嶼も含む）、九龍、新九龍、新界に属する荃湾区（大嶼山東北部の区域は含まれない）、葵青区を含めた総面積は約200㎢超となる[5]。これらの地域は早期から発展しており、ビクトリア・ハーバーに隣接する[6]。また荃湾ニュータウンは新界で最も早期に地下鉄（荃湾線）が到達した地区である。

### 香港房屋委員会
- 香港房屋委員会は、香港島および九龍（新九龍を含む）が「市区（Urban）」、荃湾ニュータウン、沙田ニュータウン（馬鞍山を含む）、将軍澳ニュータウン、北大嶼山ニュータウンを「拡展市区（Extended Urban）」と定義している。[7]

| 定義                                                                                             | 港島南區 | 港島北   | 港島東   | 九龍     | 新九龍   | 荃灣新市鎮 (馬灣を含む)                                  | 将軍澳ニュータウン                   | 沙田新市鎮 （馬鞍山を含まない）                  | 馬鞍山   | 北大嶼山および東涌ニュータウン | 離島區 （東涌以外） | 西貢區 （将軍澳以外） | 西貢北   |
| ------------------------------------------------------------------------------------------------ | -------- | -------- | -------- | -------- | -------- | -------------------------------------------------------- | ------------------------------------ | ------------------------------------------------ | -------- | ------------------------------ | ------------------- | --------------------- | -------- |
| 常用定義（一）                                                                                   | チェック | チェック | チェック | チェック |          |                                                          |                                      |                                                  |          |                                |                     |                       |          |
| 常用定義（二）                                                                                   |          | チェック | チェック | チェック | チェック |                                                          |                                      |                                                  |          |                                |                     |                       |          |
| 常用定義（三）                                                                                   | チェック | チェック | チェック | チェック | チェック |                                                          |                                      |                                                  |          |                                |                     |                       |          |
| 旧市政局の管轄範囲                                                                               | チェック | チェック | チェック | チェック | チェック |                                                          |                                      |                                                  |          |                                |                     |                       |          |
| 新界郷議局による定義                                                                             | チェック | チェック | チェック | チェック | チェック |                                                          |                                      |                                                  |          |                                |                     |                       |          |
| 新界原居民の丁権が適用されない範囲                                                               | チェック | チェック | チェック | チェック | チェック |                                                          |                                      |                                                  |          |                                |                     |                       |          |
| 香港発展局規劃署による「都會區」                                                                 | チェック | チェック | チェック | チェック | チェック | チェック                                                 |                                      |                                                  |          |                                |                     |                       |          |
| 市区重建局による定義                                                                             | チェック | チェック | チェック | チェック | チェック | チェック                                                 |                                      |                                                  |          |                                |                     |                       |          |
| 香港差餉上の定義                                                                                 | チェック | チェック | チェック | チェック | チェック | チェック                                                 |                                      | チェック                                         | チェック |                                |                     |                       |          |
| 999年土地租借権を有する地域                                                                      | チェック | チェック | チェック | チェック |          |                                                          |                                      |                                                  |          |                                |                     |                       |          |
| 香港MTR における「核心市区車站」                                                                 | チェック | （部分） | （部分） | チェック | チェック |                                                          |                                      |                                                  |          |                                | N/A                 | N/A                   | N/A      |
| 港鐵都會票の使用範囲                                                                             | チェック | チェック | チェック | チェック | チェック | チェック                                                 | チェック                             |                                                  |          |                                | N/A                 | N/A                   | N/A      |
| 香港市区的士の独占的営業範囲                                                                     | チェック | チェック | チェック | チェック | チェック | 汀九以西、大帽山以北、荃灣站、青衣站、香港迪士尼樂園除外 | 坑口站、將軍澳醫院急症室、石角路除外 | 馬鞍山、馬料水以北、沙田馬場、威爾斯親王醫院除外 |          |                                |                     |                       |          |
| 香港房屋委員会による定義                                                                         | チェック | チェック | チェック | チェック | チェック | チェック                                                 | チェック                             | チェック                                         | チェック | チェック                       |                     |                       |          |
| 公立病院ネットワークにおける「香港或九龍聯網」の範囲                                             | チェック | チェック | チェック | チェック | チェック | チェック                                                 | チェック                             |                                                  |          | チェック                       | チェック            | （部分）              |          |
| 警区における「香港或九龍警區」の範囲                                                             | チェック | チェック | チェック | チェック | チェック |                                                          | チェック                             |                                                  |          |                                |                     | チェック              |          |
| 香港電話地區字頭1989年以前は「5」または「3」、1989年から1995年にかけて「8」または「7」だった地域 | チェック | チェック | チェック | チェック | チェック | 僅限 荔景山 馬灣                                         | チェック                             |                                                  |          | チェック                       | チェック            | チェック              | チェック |
| 立法会地方選挙区において香港島西、香港島東、九龍西、九龍中、九龍東の範囲                         | チェック | チェック | チェック | チェック | チェック | 僅限 九華徑南部                                          |                                      |                                                  |          | チェック                       | チェック            |                       |          |
| 中原城市領先指数において港島及九龍として定義される地域                                           | チェック | チェック | チェック | チェック | チェック |                                                          | チェック                             |                                                  |          |                                |                     |                       |          |